# Moskóc
Moskóc (szlovákul Moškovec) község Szlovákiában, a Zsolnai kerületben, a Stubnyafürdői járásban.

## Fekvése
Turócszentmártontól 20 km-re délnyugatra, a Turóc bal partján fekszik.

## Élővilága

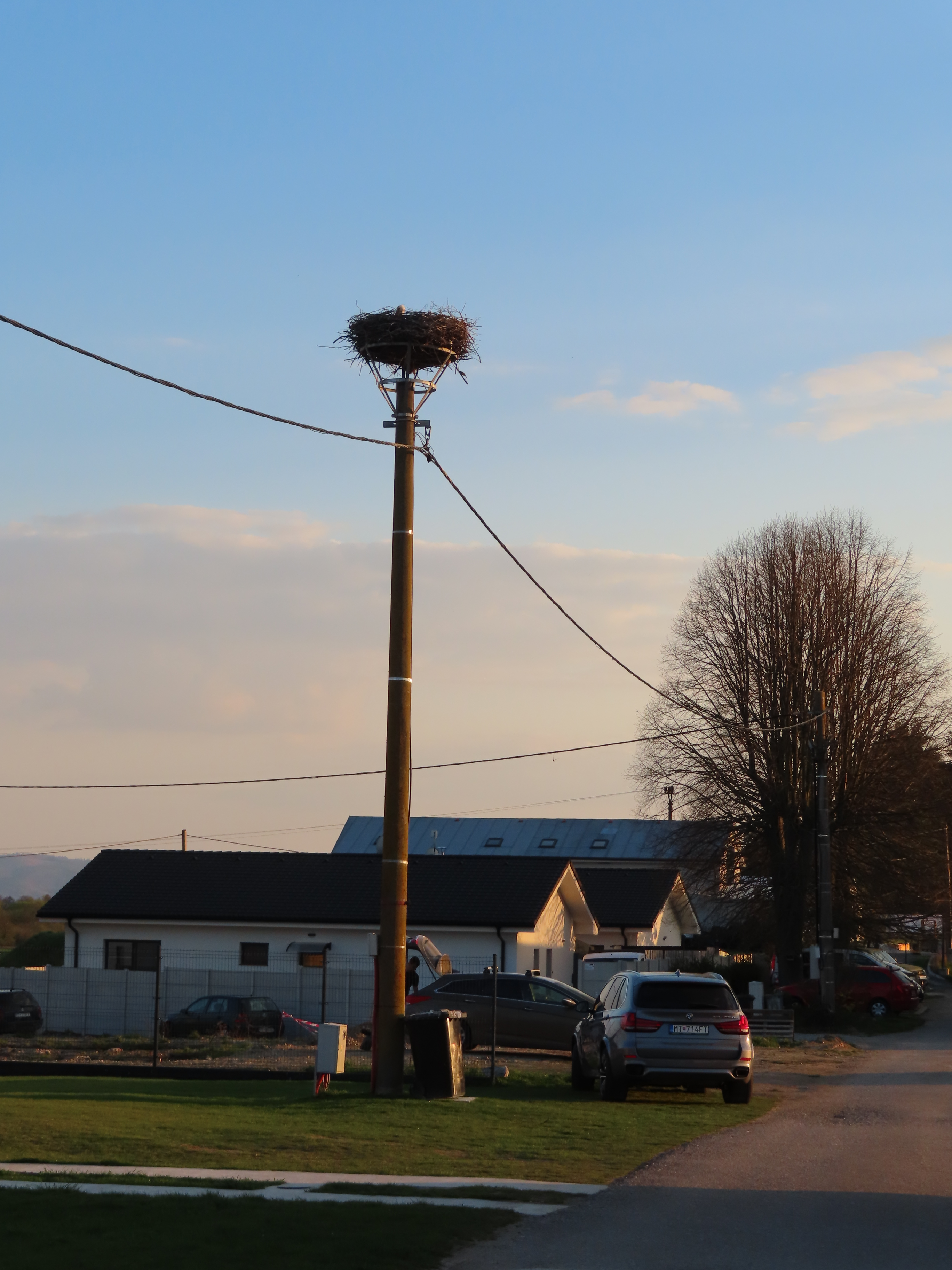

A faluban egy gólyafészket tartanak nyilván.

## Története
1391-ben „Mossovech” néven említik először. 1412-ben „Moskafalua” néven szerepel. Znió várának tartozéka volt, később a 18. század végén kamarai birtok. 1715-ben 9 háztartása volt. 1785-ben az első népszámlálás 16 házat és 122 lakost talált a településen. Lakói mezőgazdasággal, olajkészítéssel és kereskedelemmel foglalkoztak.
A 18. század végén Vályi András így ír róla: „MOSKÓCZ. Moskovce. Tót falu Turócz Várm. földes Urai G. Révai, és több Urak, lakosai többfélék, fekszik Znio Várallyához 1/2 órányira, földgye közép nemű, réttye jó, legelője alkalmatos, fája van.”
Fényes Elek 1851-ben kiadott geográfiai szótárában így ír a faluról: „Moskocz, tót falu, Thurócz vmegyében, a posoni országutban: 163 kath., 1 evang. lak. F. u. a pesti egyetem. Ut. p. Rudnó.”
A trianoni diktátumig Turóc vármegye Stubnyafürdői járásához tartozott.

## Népessége
| Év:            | 1994. | 2004.   | 2014.   | 2024.    |
| -------------- | ----- | ------- | ------- | -------- |
| Emberek száma: | 67    | 63      | 64      | 83       |
| Eltérés:       |       | -5,97 % | +1,58 % | +29,68 % |

| Év:            | 2023. | 2024.    |
| -------------- | ----- | -------- |
| Emberek száma: | 69    | 83       |
| Eltérés:       |       | +20,28 % |

1910-ben 122, túlnyomórészt szlovák anyanyelvű lakosa volt.
2001-ben 66 szlovák lakosa volt.
2011-ben 62 lakosából 59 szlovák.

## Neves személyek
- Itt született 1888-ban Turóczi-Trostler József Kossuth-díjas irodalomtörténész, egyetemi tanár, a Magyar Tudományos Akadémia tagja.

## Nevezetességei

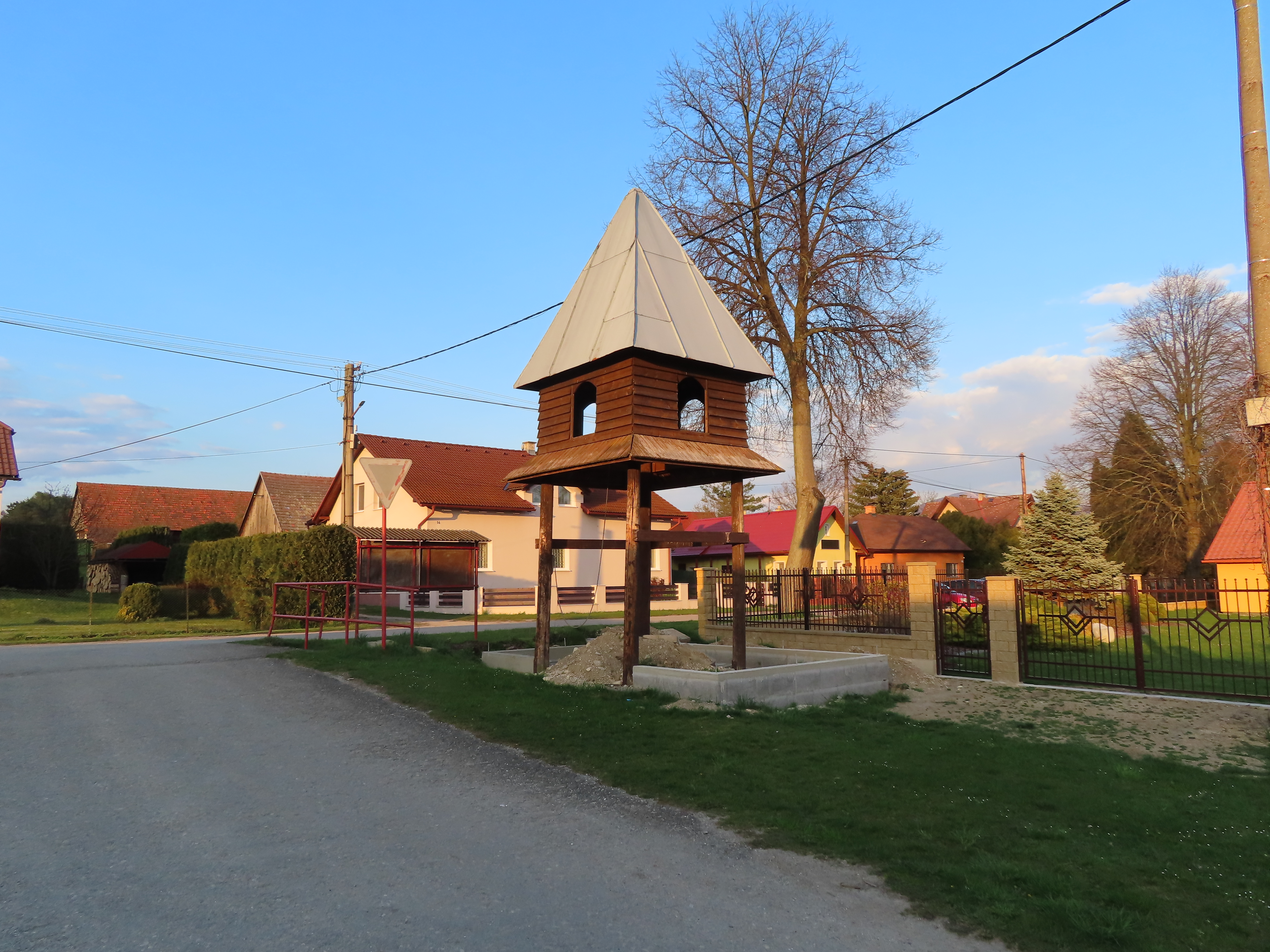

- A 19. század közepén épített kúria.